# Александар Ристовић
Александар Ристовић (Чачак, 24. август 1933 — Београд, 30. јануар 1994) био је српски песник.

## Биографија
У родном граду је завршио основну и средњу школу. Студије књижевности завршио је на Филолошком факултету у Београду.
Радни век је започео у чачанским основним школама и Гимназији, а наставио као уредник у београдским издавачким кућама Младо поколење и Нолит. У Нолиту је уређивао чувену библиотеку Моја књига, у којој су објављивана знаменита дела из омладинске књижевности и књижевности за децу, као и едицију за савремену српску поезију.
Александар Ристовић је преводио са француског језика. У његовом преводу, 1969. године, објављена је збирка песама Жака Превера Поезија. Поред превода дела Шарла Бодлера, Клода Кампања, Алена Роб-Гријеа и других француских књижевника, у периодици је објавио бројне приказе књига. Аутор је читанки за основну школу, приређивач бројних књига за децу.
Зборник радова Поезија Александра Ристовића, са научног скупа посвећеног стваралаштву Александра Ристовића који је одржан 22. априла 2010. године у Чачку, у оквиру програма 47. Дисовог пролећа, објавила је Градска библиотека Владислав Петковић Дис, Чачак, 2011. године.
Чарлс Симић је написао есеј о његовој поезију, коју је хвалио рекавши како никада није претходно видео сличну поезију.

## Награде
- Змајеве
- Нолитове
- Дисове
- Награда Бранко Миљковић
- Октобарске награде града Београда.

## Дела

### Поезија
- Сунце једне сезоне, Нолит, Београд, 1959;
- Име природе, Багдала, 1962;
- Дрвеће и светлост унаоколо, Просвета, Београд, 1964;
- Венчања, Нолит, Београд, 1966;
- Текстови, Просвета, Београд, 1969;
- О путовању и смрти, Нолит, Београд, 1976;
- Та поезија, Нолит, Београд, 1979;
- Улог на сенке, СКЗ, Београд, 1981;
- Нигде никог, Нолит, Београд, 1982;
- Горе и доле, Градска библиотека у Чачку, 1983;
- Дневне и ноћне слике, Народна књига, Београд, 1984;
- Слепа кућа и видовити станари, Нолит, Београд, 1985;
- Лак као перо, Нолит, Београд, 1988;
- Платно, Народна књига, Београд, 1989;
- Празник луде, Просвета, Београд, 1990;

### Роман
- Трчећи под дрвећем, Просвета, Београд, 1970;

### Поетска проза
- Писма сањалици", Нолит, Београд, 1972;

### Постхумно објављене књиге поезије
- Хладна трава, Матица српска, Нови Сад, 1994;
- Мириси и гласови, Изабране песме, приредио Павле Зорић, Српска књижевна задруга, Београд, 1994;

Издавачка кућа Нолит објавила је такође постхумно, избор из песникове рукописне грађе у пет томова, који су сачинили Милица Николић и Милош Стамболић:
- Кост и кожа, поема, Нолит, Београд, 1995;
- Неки дечак, Нолит, Београд, 1995;
- Светиљка за Ж.Ж.Русоа, Нолит, Београд, 1995;
- Песме (1984 - 1994), Нолит, Београд, 1995;
- Мали есеји, Нолит, Београд, 1995.

У избору и преводу Чарлса Симића, на енглески језик:
- Some other Wine and Light, Selected poems, translated by Charles Simic, The Charioteer Press, Washington, USA, 1989;
- Devil's Lunch, Selected poems, translated by Charles Simic, Faber and Faber, London, New York, 1999.

У избору песникове кћери, Ане Ристовић, и преводу Уроша Зупана, објављене су изабране песме Александра Ристовића на словеначком језику:
- Aleksandar Ristović, Obiranje jabolk, Izbrane pesmi, prevedel Uroš Zupan, KUD Kentaver, Ljubljana, 2016.

Избор из поезије Александра Ристовића под називом ,,Семенка под језиком, приредила је и за њега поговор написала Тања Крагујевић, и он је објављен у издавачкој кући Агора, 2014. године.
Сабрана дела Александра Ристовића објављује у оквиру едиције Капитал Културни центар Новог Сада, и до сада су објављена прва два тома:
- Александар Ристовић, Сабрана дела, књига 1, приредили: Ана Ристовић, Марјан Чакаревић, Ален Бешић, Културни центар Новог Сада, 2017,
- Александар Ристовић, Сабрана дела, књига 2, приредили: Ана Ристовић, Марјан Чакаревић, Ален Бешић, Културни центар Новог Сада, 2018.